# Papegojskjutning

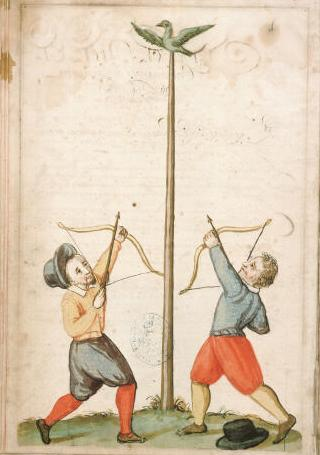
Papegojskjutning i Avignon, 1600-talet.

Papegojskjutning är målskjutning med pilbåge eller armborst mot en på en hög stång placerad fågelbild (fornfranska: papagai).
Seden utövades särskilt inom de medeltida gillena vid förstamajfirandet och är fortfarande en tradition inom framför allt Knutsgillen runt om i landet. Övningsskjutningen under medeltiden var viktig för borgarnas förmåga att försvara sina städer och säkerställa medborgarnas trygghet.
Skjutningen förekom och förekommer även med kanon.
Segraren i skjutningen fick titeln ”papegojkung” och skulle bjuda festdeltagarna på öl, i Stockholm uppgick mängden gåvoöl till en läst, det vill säga 1500 liter per seger.